# 가미야 소헤이

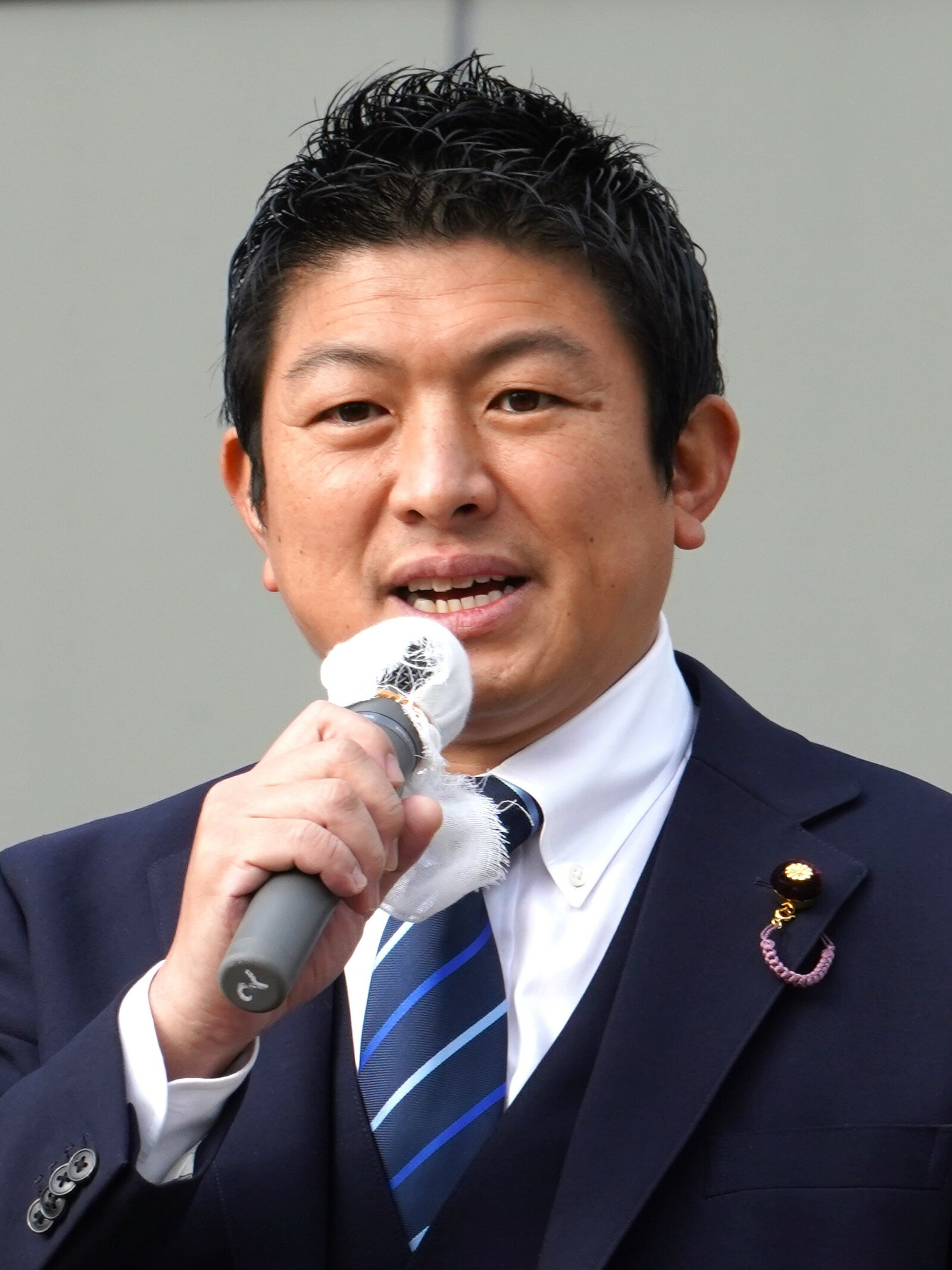
2023년 연설 중

가미야 소헤이(神谷宗幣, 1977년 10월 12일 ~ )는 일본의 정치인으로, 현재 참정당의 대표이다.
후쿠이현 출신으로, 고등학교 교사로 일하다가 법학대학원을 졸업하고 의원 인턴십으로 정치에 입문하였다. 2007년 오사카부 스이타시 의회 의원선거에 출마, 당선되어 6년간 시의원을 맡았다. 2019년부터 유튜브 채널을 개설하고 음모론의 특징을 가진 정치적 주장으로 지지 세력을 결집했고, 2020년 4월 참정당을 결성하였다. 2022년 제26회 일본 참의원 의원 통상선거에 비례대표로 출마하여 처음 당선되었다.

## 같이 보기
- 참정당